# یواس‌اس رومولوس (ای‌آرال-۲۲)
یواس‌اس رومولوس (ای‌آرال-۲۲) (به انگلیسی: USS Romulus (ARL-22)) یک کشتی است که طول آن ۳۲۸ فوت (۱۰۰ متر) می‌باشد. این کشتی در سال ۱۹۴۴ ساخته شد.